# Lapeer County
Lapeer County är ett administrativt område i delstaten Michigan, USA. År 2010 hade county 88 319 invånare. Den administrativa huvudorten (county seat) är Lapeer.

## Geografi
Enligt United States Census Bureau har countyt en total area på 1 717 km². 1 694 km² av den arean är land och 23 km² är vatten.

### Angränsande countyn
- Sanilac County - nordost
- Tuscola County - nordväst
- Saint Clair County - öst
- Genesee County - väst
- Macomb County - sydost
- Oakland County - sydväst

### Orter
- Lapeer (huvudort)
- Metamora
- Otter Lake (delvis i Genesee County)